# استعانة بمصادر خارجية على صعيد الأشخاص
الاستعانة بمصادر خارجية على صعيد الأشخاص أو الاستعانة بمصادر خارجية على صعيد المشروعات الصغيرة  هو نموذج أعمال يقوم فيه أفراد المستهلكين أو المشروعات الصغيرة (غالبًا أحادية الملكية) بالاستعانة بشكل مباشر بمصادر خارجية للقيام بأعمالهم. وهو أيضًا شكل من أشكال الاستعانة بمصادر خارجية. وطبقًا لصحيفة وول ستريت جورنال، « هذا المنهج على نفس فكرة الاستعانة بمصادر خارجية على صعيد الشركات: موازنة العمل، أو الاستفادة من اختلاف الرواتب بين الولايات المتحدة والدول النامية.» وقد يُصبح هذا الأسلوب شديد الخطورة إذا لم تتم إدارته بشكلٍ صحيح. ومن مشاكل هذا النظام حاجز اللغة وصعوبة التواصل بسبب اختلاف المناطق الزمنية.